# Janusz Rakowski

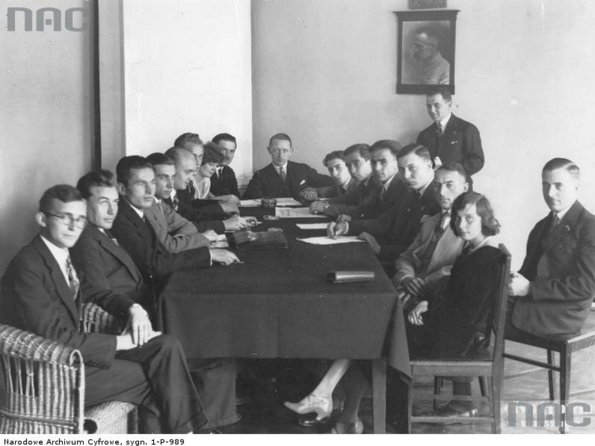
Członkowie Rady Naczelnej Polskiego Związku Młodzieży Demokratycznej podczas obrad 21 września 1930 roku. W środku widoczny przewodniczący Jan Grzywaczewski. Z lewej od góry do dołu widoczni: Janusz Rakowski, Lipińska, Szeleźniak, Sergialis, Klukowski, Bartoszczyk, Łuczyński i Szulc. Z prawej od góry do dołu widoczni: Pogucki, Ostrowski, Franciszek Ursus Siwiłło, Szper, przewodniczący Wydziału Wykonawczego Związku Tomasz Piskorski, Tadeusz Żenczykowski i Maria Piskorska. Ze zbiorów NAC

Janusz Rakowski (ur. 18 listopada 1902 w Godziszowie, zm. 19 września 2001 w Zurychu) – polski prawnik, doktor ekonomii, działacz niepodległościowy i społeczny, urzędnik państwowy w II Rzeczypospolitej, współtwórca Centralnego Okręgu Przemysłowego, działacz organizacji polonijnych w Szwajcarii.

## Życiorys
Janusz Rakowski już w czasie nauki w gimnazjum w Lublinie aktywnie uczestniczył w tajnych polskich młodzieżowych organizacjach niepodległościowych: Organizacji Młodzieży Narodowej Szkół Średnich i Związku Młodzieży Polskiej „Przyszłość” („Pet”), a następnie Związku Młodzieży Polskiej „Zet”. W listopadzie 1918 roku był jednym z instruktorów harcerskich dowodzących Batalionem Harcerskim Wojska Polskiego. W czasie wojny polsko-bolszewickiej ochotniczo walczył w 7 Pułku Ułanów Lubelskich.
Po 1921 roku przeniósł się na stałe z Lublina do Warszawy, gdzie w 1927 roku ukończył studia na Wydziale Prawa Uniwersytetu Warszawskiego. W czasie studiów był czołowym działaczem Akademickiego Związku Młodzieży Postępowej i (w 1924 roku) prezesem Centralnego Komitetu Akademickiego i Warszawskiej Rady Akademickiej. W 1925 roku wstąpił do Narodowej Partii Robotniczej. Kontynuował swoje zaangażowanie w OMN (był wiceprezesem Wydziału Wykonawczego OMN w 1925 roku) i „Zet” (w 1925 roku był członkiem jego Centralizacji). Po studiach pracował w dziennikarstwie, później w związkach zawodowych. W 1931 roku przeszedł do służby państwowej: w latach 1931–1935 pracował jako zastępca szefa biura prasowego Prezydium Rady Ministrów ds. gospodarczych. W latach 1935–1938 był zastępcą dyrektora i naczelnikiem Wydziału Prezydialnego, a od końca 1938 dyrektorem Gabinetu Ministra Skarbu i wicepremiera Eugeniusza Kwiatkowskiego.
W 1927 roku był współtwórcą i pierwszym prezesem Związku Polskiej Młodzieży Demokratycznej. Był również czołowym działaczem tajnego Związku Patriotycznego i Seniorem OMN, a z ich ramienia – członkiem Związku Naprawy Rzeczypospolitej. Do 1939 członek Zarządu Głównego Towarzystwa Rozwoju Ziem Wschodnich.
Po wybuchu II wojny światowej został ewakuowany razem z rządem RP do Rumunii, gdzie został internowany. Zimą przedostał się do Francji i w styczniu 1940 roku zgłosił się do Wojska Polskiego i dostał przydział do 2 Dywizji Strzelców Pieszych. Po upadku Francji przekroczył z pułkiem granicę szwajcarską, gdzie ponownie został internowany. Będąc oficerem oświatowym prowadził wykłady z ekonomii na uniwersytecie obozowym w Winterthurze. Po wojnie uzyskał doktorat z ekonomii na uniwersytecie w Zurychu. Pozostał w Szwajcarii. Aż do przejścia na emeryturę pracował jako urzędnik bankowy w Zurychu, gdzie mieszkał.
Był założycielem i wieloletnim prezesem Zarządu Głównego Stowarzyszenia Polskich Kombatantów w Szwajcarii oraz organizatorem i pierwszym prezesem Związku Organizacji Polskich w Szwajcarii. W 1949 roku był wiceprzewodniczącym II Zjazdu Zjednoczenia Polskiego Uchodźstwa Wojennego w Paryżu. W latach 1953 i 1957 przewodniczył światowym Zjazdom Stowarzyszenia Polskich Kombatantów w Londynie. Od 1964 roku przez 11 lat był delegatem Rządu Rzeczypospolitej Polskiej na uchodźstwie na Szwajcarię. Był członkiem Polskiego Towarzystwa Naukowego na Obczyźnie, Instytutu Polskiego w Londynie, Instytutu Józefa Piłsudskiego w Londynie i w Nowym Jorku.

## Dorobek twórczy
Janusz Rakowski był autorem wielu prac naukowych i historycznych, m.in.:
- Co robimy? Dokąd idziemy? (dwa odczyty wygłoszone przed mikrofonem Polskiego Radja w dniach 5 i 13 lutego 1936 roku (Polskie Radjo S.A., Warszawa 1936)
- Polityka inwestycyjna państwa (nakładem Zarządu Głównego Związku Rezerwistów, Warszawa 1937)
- Rola Centralnego Okręgu Przemysłowego (nakładem Tygodnika „Polska Gospodarcza”, Warszawa 1938)
- Linie rozwojowe gospodarstwa polskiego (nakładem Tygodnika „Polska Gospodarcza”, Warszawa 1938)
- The Polish central industrial zone scheme (Instytut Bałtycki, Gdynia, 1938)
- Polityka inwestycyjna i planowanie inwestycji (nakładem Tygodnika „Polska Gospodarcza”, Warszawa 1939)
- Ekonomia – nauki podstawowe, część 1. i 2. (Europäische Studentenhilfe, Genewa 1944)
- Wczoraj i dziś reformy rolnej w Polsce (nakładem „Pamiętnika Literackiego”, Fryburg 1946)
- Die „Vollbeschäftigung” im Kreuzfeuer: eine dogmenkritische Untersuchung (A. Francke AG. Verlag, Brno 1946)
- Ideologia gospodarcza epoki Józefa Piłsudskiego (Instytut Józefa Piłsudskiego, Londyn 1948)
- Zagadnienia finansowe polskiego plany trzyletniego 1947–1949 (Londyn 1949)
- Światło z Lucerny: europejska konferencja dla spraw obrony praw człowieka i samostanowienia narodów (Polish National Fund, Londyn, Zurych 1974)
- Eugeniusz Kwiatkowski – szkic biograficzny młodych lat na tle ruchu niepodległościowego Zetu i Zarzewia (1886–1920) (Polska Fundacja Kulturalna, Londyn 1977)
- Diariusz wrześniowego dramatu 1939: pamiętnik z ewakuacji Ministerstwa Skarbu i internowania z Rządem RP w Rumunii (Zeszyty Historyczne, Paryż 1977)
- Zetowcy i piłsudczycy (Instytut Literacki, Paryż 1982)
- Dzienniki intymne w książce Z piórem w mundurze: Francja, Szwajcaria 1940–1946 (Księgarnia Polska – Librairie Polonaise, Paryż 1985)
- ZET akademicki w latach 1927–1927 – fragment jego pamiętnika Czasy i ludzie opublikowany w monografii ZET w walce o niepodległość i budowę państwa – szkice i wspomnienia (Wydawnictwo Naukowe PWN, Warszawa, 1997)
- Abschiedsrede: Menschen-Schicksale oder Autobiographie eines polnisch-schweizerischen Doppelbürgers (Stiftung Archivum Helveto-Polonicum, Fryburg 2000).

## Ordery i odznaczenia
- Krzyż Komandorski Orderu Odrodzenia Polski (listopad 1992)[4]
- Krzyż Oficerski Orderu Odrodzenia Polski
- Krzyż Kawalerski Orderu Odrodzenia Polski (11 listopada 1937)[15]
- Złoty Krzyż Zasługi (9 listopada 1931)[16][17]

## Życie prywatne
Janusz Rakowski był dwukrotnie żonaty, po śmierci pierwszej żony (z którą ożenił się przed 1933 rokiem), Mieczysławy z domu Cholewińskiej, ożenił się w 1957 roku z Marią Bronisławą Jadwigą Zofią Turską (1910–1998).
Pasjonował się historią i malarstwem.